# Calle soledad
Calle soledad es el nombre del vigesimosexto álbum de estudio del cantautor español José Luis Perales, siendo Pablo Perales (hijo del cantautor) el productor. Fue lanzado al mercado el 24 de abril de 2012 en España, el 8 de mayo del mismo año en Centro América y el 22 de mayo en Ecuador, Colombia y Venezuela por la discográfica Universal Music Group bajo el sello EMI.
Realizó gira internacional por América y España, teniendo éxito rotundo a las ciudades que visitó en el año 2012. Calle Soledad Tour
La canción «Tú» solo se encuentra disponible para descarga digital desde iTunes.

## Listado de canciones

### CD
| N.º   | Título                        | Duración |  |
| 1.    | «Breve como la luz»           | 3:43     |  |
| 2.    | «Aún te quiero»               | 3:40     |  |
| 3.    | «Una canción llamada Soledad» | 2:41     |  |
| 4.    | «El invierno»                 | 4:24     |  |
| 5.    | «Como duele el aire»          | 4:38     |  |
| 6.    | «Canción para Manuela»        | 4:34     |  |
| 7.    | «Morir por ti»                | 3:26     |  |
| 8.    | «Nunca sabré»                 | 4:14     |  |
| 9.    | «Por qué seguir viviendo»     | 3:59     |  |
| 10.   | «Tal vez quieras volver»      | 3:29     |  |
| 11.   | «Olvídame si puedes»          | 4:06     |  |
| 42:54 |                               |          |  |

### DVD
| N.º   | Título                      | Duración |  |
| 1.    | «Documental: Calle soledad» | 29:30    |  |
| 29:30 |                             |          |  |

### iTunes
| N.º | Título                | Duración |  |
| 1.  | «Tú» (solo en iTunes) |          |  |

### Listado de canciones
Títulos y duración
- «Perales* - Calles Soledad (CD, Album) at Discogs». Discogs. 2012. Consultado el 15 de enero de 2013.

- Datos: Q5741027